# Steven Isserlis
Steven Isserlis (Londra, 19 dicembre 1958) è un violoncellista e scrittore inglese.

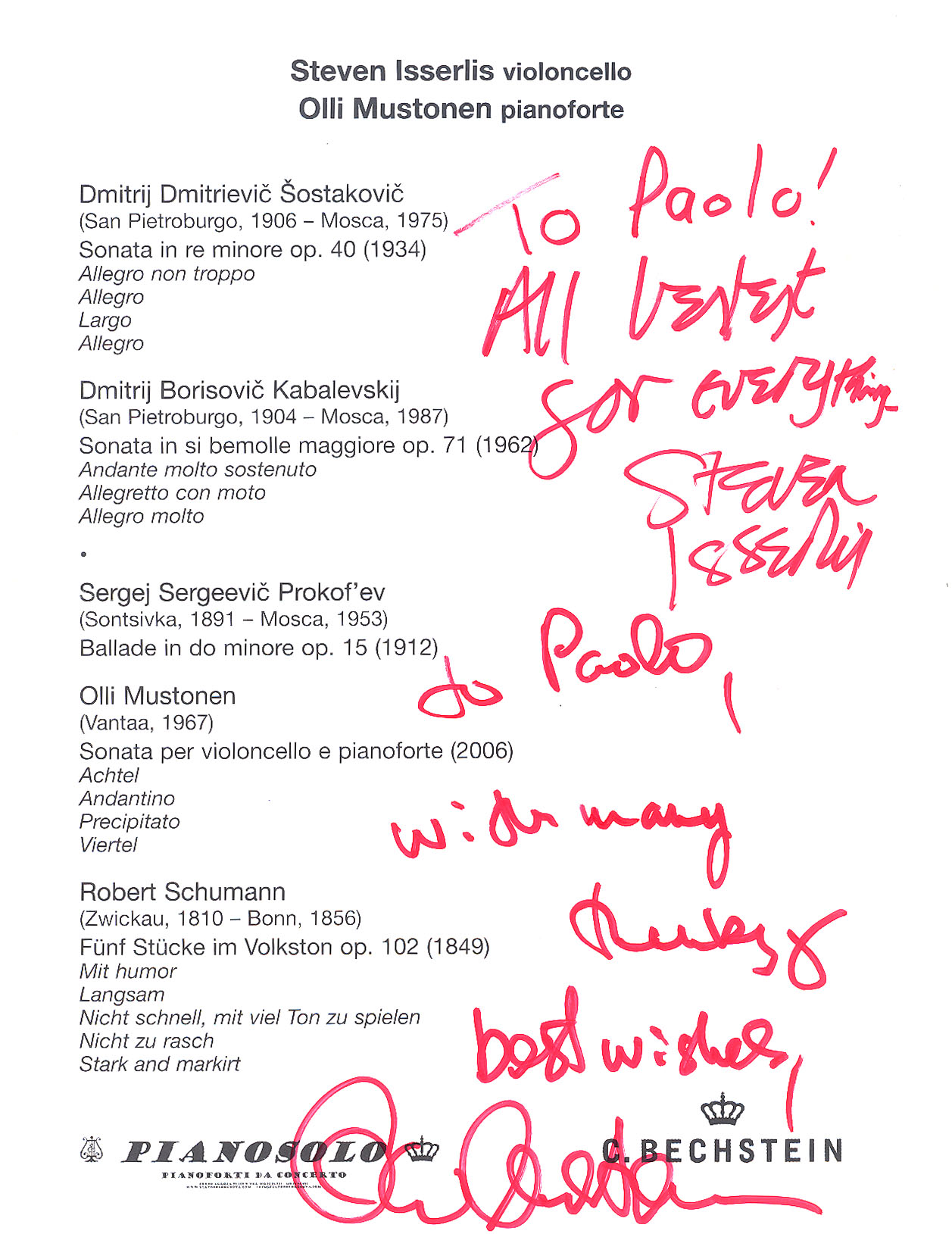
Programma di sala autografato

Si distingue per l’ampiezza del suo repertorio e il suono caratteristico realizzato con l’uso di corde di budello.

## Biografia
Steven Isserlis è nato a Londra il 19 dicembre 1958 da una famiglia di musicisti. Suo nonno, Julius Isserlis, russo, è stato uno dei 12 musicisti autorizzati a lasciare la Russia negli anni Venti per promuovere la cultura russa, ma non è mai tornato. La madre di Steven era insegnante di pianoforte e suo padre era un appassionato musicista amatoriale. Sua sorella Annette è una violista e sua altra sorella Rachel è una violinista. Isserlis ha descritto come "suonare musica, suonare insieme", fosse parte integrante della sua prima vita familiare.
Isserlis inizia a studiare alla “City of London School”, che lascia all'età di 14 anni per trasferirsi in Scozia a studiare sotto la guida di Jane Cowan. Dal 1976 al 1978 studia al “Oberlin Conservatory of Music” con Richard Kapuscinski. 
Isserlis si esibisce come solista, in concerti da camera e con orchestra. È un convinto sostenitore dei compositori meno noti e di un maggiore accesso alla musica per il pubblico giovanile. Isserlis si impegna per l'esecuzione filologicamente autentica e spesso si esibisce con le orchestre di strumenti d'epoca. Ha suonato Beethoven con il fortepianista Robert Levin a Boston e Londra, e il Concerto per violoncello di Dvořák con l’ Orchestra of the Age of Enlightenment diretta da Sir Simon Rattle.
Ha anche pubblicato diverse edizioni e arrangiamenti, principalmente per Faber Music, ed è stato consulente per le nuove edizioni delle sonate e delle variazioni per violoncello e pianoforte di Beethoven, così come per i concerti per violoncello di Dvořák e Elgar. Ha commissionato un nuovo completamento del Concertino per violoncello di Prokof’ev al musicologo di Udmurt Vladimir Blok, presentato in prima assoluta l'11 aprile 1997 a Cardiff, con la BBC National Orchestra of Wales diretta da Mark Wigglesworth.
All’altro estremo dello spettro, Isserlis ha presentato in prima assoluta opere dei compositori John Tavener (che ha scritto per lui The Protecting Veil), Lowell Liebermann, Carl Vine, David Matthews, John Woolrich, Wolfgang Rihm, Mikhail Pletnev e Thomas Adès.
Isserlis suona in parte con un violoncello Montagnana del 1740 e in parte con un violoncello Guadagnini del 1745, che suonò esclusivamente dal 1979 al 1998. Ha fatto uso anche dello Stradivari “De Munck” che è stato restituito alla “Nippon Music Foundation” nel maggio 2011. 
Ha organizzato numerosi festival, collaborando con Joshua Bell, Stephen Hough, Mikhail Pletnev, András Schiff, Denes Varjon, Olli Mustonen e Tabea Zimmermann e molti altri.

## Pubblicazioni
- Steven Isserlis, Why Beethoven Threw the Stew: And Lots More Stories about the Lives of Great Composers (2002)
- Steven Isserlis, Why Handel Waggled His Wig (2006)
- Steven Isserlis, Anthem Guide to the Opera, Concert Halls and Classical Music Venues of Europe (2007)
- Steven Isserlis, 1001 Classical Recordings You Must Hear Before You Die (2008)
- Steven Isserlis, Robert Schumann's Advice to Young Musicians Revisited by Steven Isserlis (2016)
- Steven Isserlis, The Bach Cello Suites – A Companion, Faber & Faber, 2021; tr. it. di Stefano Viviani, Le Suites per violoncello di J.S. Bach, Milano, Edizioni Curci, 2023